# Macerio
Macerio là một chi nhện trong họ Miturgidae.